# 藤原門宗
藤原 門宗（ふじわら の かどむね）は、平安時代前期の貴族。藤原北家、参議・藤原真夏の孫。民部少輔・藤原濱雄の子。官位は従四位上・右近衛中将。

## 経歴
従五位下に叙爵の後、清和朝の貞観8年（866年）刑部少輔に任ぜられる。貞観11年（869年）貞明親王が皇太子に立てられると、その春宮亮となる。
貞観18年（876年）左近衛少将に任ぜられるが、貞観19年（877年）正月に貞明親王が即位（陽成天皇）すると、同年中に従五位上から従四位下まで三階昇進する。しかし、翌元慶2年（878年）左京権大夫に転じ、のち右馬頭などを務めた。
元慶8年（884年）光孝天皇の即位に伴って従四位上に昇叙され、のち右近衛中将も務めている。

## 官歴
注記のないものは『日本三代実録』による。
- 時期不詳：従五位下
- 貞観8年（866年） 2月13日：刑部少輔
- 貞観11年（869年） 2月1日：春宮亮（春宮・貞明親王）
- 貞観12年（870年） 正月25日：備後権介。12月29日：次侍従
- 時期不詳：従五位上。兼播磨権介
- 貞観18年（876年） 正月14日?：左近衛少将[2]
- 貞観19年（877年） 正月3日：正五位上（春宮亮労）。11月21日：従四位下
- 元慶2年（878年） 2月15日：左京権大夫
- 元慶4年（880年） 2月5日：見右馬頭
- 元慶8年（884年） 2月23日：従四位上
- 仁和2年（886年） 正月16日：兼肥後権守
- 時期不詳：右近衛中将、近江守[1]

## 系譜
『尊卑分脈』による。
- 父：藤原濱雄
- 母：藤原叡子（藤原乙叡の娘）
- 生母不詳の子女
  - 男子：藤原有隣
  - 女子：光孝天皇更衣